# 禹縣
禹县，中国旧县名。
辛亥革命后， 全国废府州厅改县，于1913年改禹州为禹县，隶豫东道。
1914年6月2日划归开封道管辖。
1927年废道，直隶河南省政府。
1932年9月27日改属河南省第一行政督察区，治郑县（今郑州市）。
1946年河南又划成12个区，禹县属第一区，治郑县。
1928年（民国十七年）析登封县、禹县（今河南省禹州市）置民治县，治白沙（今禹州市花石镇白沙）。取资产阶级“民享、民有、民治”的主张中“民治”一词命名。1931年撤销，其地复归登封县、禹县。
1945年以后，分别在禹县、郏县交界设禹郏县；在城北扒村一带设禹北县；在禹县、密县和新郑交界设密禹新中心县；1948年在许昌县、禹县交界设许西县。存在时间较短，多未形成真正的建置和辖区。
中华人民共和国仍设禹县，先后曾隶河南省许昌专署和许昌市。
1988年6月25日，国务院批准撤销禹县设立禹州市，为省直辖县级市，计划单列。